# Хэмилтон, Майка
Майка Филипп Джуд Хэмилтон (англ. Micah Philippe Jude Hamilton; родился 13 ноября 2003, Манчестер) — английский футболист, вингер клуба «Мидлсбро».

## Клубная карьера
В 2011 году Хэмилтон попал в команду до 9 лет академии «Манчестер Сити». Вместе с клубом дважды становился победителем Премьер-лиги до 18 лет в сезонах 2020/21 и 2021/22 соответственно. В сезоне 2021/22 также впервые принял участие в матчах Трофея Английской лиги и Юношеской лиги УЕФА. Сезон 2022/23 Хэмилтон почти полностью пропустил из-за травмы.
27 сентября 2023 года Хэмилтон впервые попал в заявку основной команды клуба на матч Кубка Английской лиги против «Ньюкасл Юнайтед», однако на поле не появился. 13 декабря 2023 года дебютировал за «Манчестер Сити», выйдя в стартовом составе на матч Лиги чемпионов против «Црвены звезды». Он также отметился забитым голом и заработанным для команды пенальти.
9 августа 2024 года клуб Чемпионшипа «Мидлсбро» объявил о переходе Хэмилтона.

## Карьера в сборной
Выступал за сборную Англии до 16 лет.